# 许前飞
许前飞（1955年10月—），男，河南孟津人，中华人民共和国政治人物，江苏省高级人民法院原院长，第十二届全国人民代表大会江苏地区代表。研究生学历，法学博士学位，毕业于武汉大学哲学本科、国际法硕士、国际经济法博士专业。

## 生平
许前飞1974年10月参加工作。1976年7月加入中国共产党。曾任武汉大学国际法学系副主任。1996年11月至2003年2月任海南省海口市中级人民法院院长。2007年任海南省人民政府秘书长；2008年1月担任云南省高级人民法院院长。2008年起担任全国人大代表。2013年，被选为全国人大代表。2013年1月至2017年7月，任江苏省高级人民法院院长。

### 落马
2017年7月21日，许前飞辞去第十二届全国人大代表职务。2017年7月24日，中共中央纪委网站宣布，对江苏省高级人民法院原党组书记、院长许前飞严重违纪问题进行了立案审查。经查，许前飞违反政治纪律和政治规矩，应与其关系密切的律师和私营企业主请托，干预和插手具体案件审判工作，以案谋私，严重损害司法公信力和人民法院形象；严重违反中央八项规定精神，违规出入私人会所和打高尔夫球，接受公款宴请；违反组织纪律，违规选拔任用干部，不按规定报告个人有关事项；违反廉洁纪律，收受礼品、礼金。依据《中国共产党纪律处分条例》等有关规定，经中央纪委常委会会议研究并报中共中央批准，决定给予许前飞同志撤销党内职务处分，由最高人民法院给予其撤职处分，降为正局级非领导职务；收缴其违纪所得。此前网上已有关于许前飞的举报。江苏牧羊集团有限公司曾在今年2月22日发出公开信，举报许前飞滥用司法公权，以“内部电传”的形式违法指定管辖，再审五年前已判决的案件。信中还称，许前飞与案件一方当事人存在巨大的利益输送嫌疑。许是中共十八大以来，法院系统首位在任上被调查的省级高院院长。2017年9月1日，第十二届全国人民代表大会常务委员会第二十九次会议通过其辞呈。
2019年1月，前中央电视台主持人崔永元在其个人社交媒体新浪微博发布了一段原最高人民法院法官王林清拍摄的一段9分多钟的自述视屏，其中提到2014年6月17日，王林清被最高院派到江蘇省沭陽縣向三級法院的法官講課，當晚时任中纪委驻最高人民法院纪检组組長張建南、副組長何莉致電时任江蘇省高院院长、黨組書記許前飛，要求以犯下嚴重罪行為由將王林清抓捕。许随即命令时任宿迁市中级人民法院代院长、党组书记汤小夫安排法警抓捕，并将王扣押在宿迁市中院，隔日由纪检组带回北京。王林清在视频中还透露，此前最高院纪检组办公室主任闫长林曾要求王在“山西省王永安和王见刚侵犯财产权一案”中改判原告败诉，遭其拒绝。